# Lukas Graber
Lukas Graber (* 3. Mai 2001 in Vaduz) ist ein liechtensteinischer Fussballspieler.

## Karriere

### Verein
Graber begann seine Laufbahn beim FC Vaduz. In der Saison 2017/18 spielte er leihweise für den FC St. Gallen. Nach seiner Rückkehr zum FC Vaduz wurde der Abwehrspieler in das Kader der zweiten Mannschaft eingegliedert. Im Sommer 2020 wechselte er in die 1. Liga zum USV Eschen-Mauren.

### Nationalmannschaft
Graber bestritt zwischen 2015 und 2022 insgesamt 43 Partien für verschiedene liechtensteinische U-Nationalmannschaften und erzielte dabei vier Tore. Am 3. Juni 2022 gab er bei der 0:2-Niederlage gegen Moldawien im Rahmen der UEFA Nations League sein Debüt für die A-Nationalmannschaft.

## Persönliches
Sein Zwillingsbruder Noah ist ebenfalls Fussballspieler.